# (500878) 2013 JG64
(500878) 2013 JG64, também escrito como (500878) 2013 JG64, é um objeto transnetuniano que está localizado no cinturão de Kuiper, uma região do Sistema Solar. Este corpo celeste é classificado como um provável cubewano. Ele possui uma magnitude absoluta de 7,7 e tem um diâmetro estimado de 127 quilômetros.

## Descoberta
(500878) 2013 JG64 foi descoberto no dia 7 de maio de 2013 pelo Outer Solar System Origins Survey.

## Órbita
A órbita de (500878) 2013 JG64 tem uma excentricidade de 0,105 e possui um semieixo maior de 41,839 UA. O seu periélio leva o mesmo a uma distância de 37,448 UA em relação ao Sol e seu afélio a 46,230 UA.